# Girolamo Savonuzzi
Girolamo Savonuzzi (Ferrara, 1885 – Ferrara, 15 novembre 1943) è stato un ingegnere italiano.
Ingegnere capo del Comune di Ferrara contribuì con i suoi progetti, assieme al più giovane fratello Carlo e collaborando col podestà Renzo Ravenna, alla trasformazione ed all'ammodernamento del tessuto urbano della città estense.

## Biografia

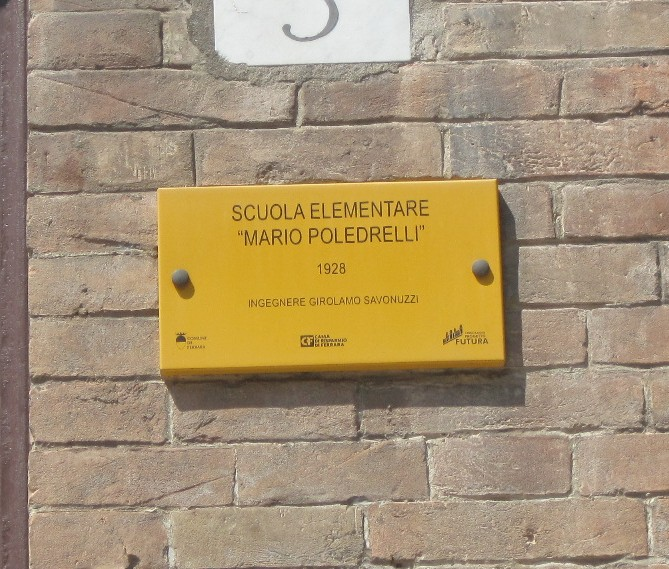
Targa che ricorda Girolamo Savonuzzi, sulla facciata della Scuola elementare Poledrelli.

Nel 1919 fu eletto assessore socialista nel Comune, e dopo l'avvento del fascismo ebbe molte difficoltà, e fu costretto alle dimissioni dalla giunta dopo i fatti del 20 dicembre 1920 ma riuscì a continuare la sua attività come ingegnere dell'ufficio tecnico, assieme ai capidivisione Torboli e Genta anche grazie al podestà Ravenna, amico di Italo Balbo, che lo volle al suo posto malgrado le manifeste idee antifasciste.

Impostò vari interventi urbanistici, nell'ambito di una valorizzazione industriale ferrarese che aveva come modello e riferimento la zona di Marghera, come ad esempio l'ampliamento della darsena esistente sul canale Volano, e, nel caso questa risultasse insufficiente ai traffici commerciali, una seconda darsena presso Pontelagoscuro.
Fu tra le personalità ferraresi vittime della rappresaglia in seguito all'assassinio dell'appena nominato federale di Ferrara, Igino Ghisellini.

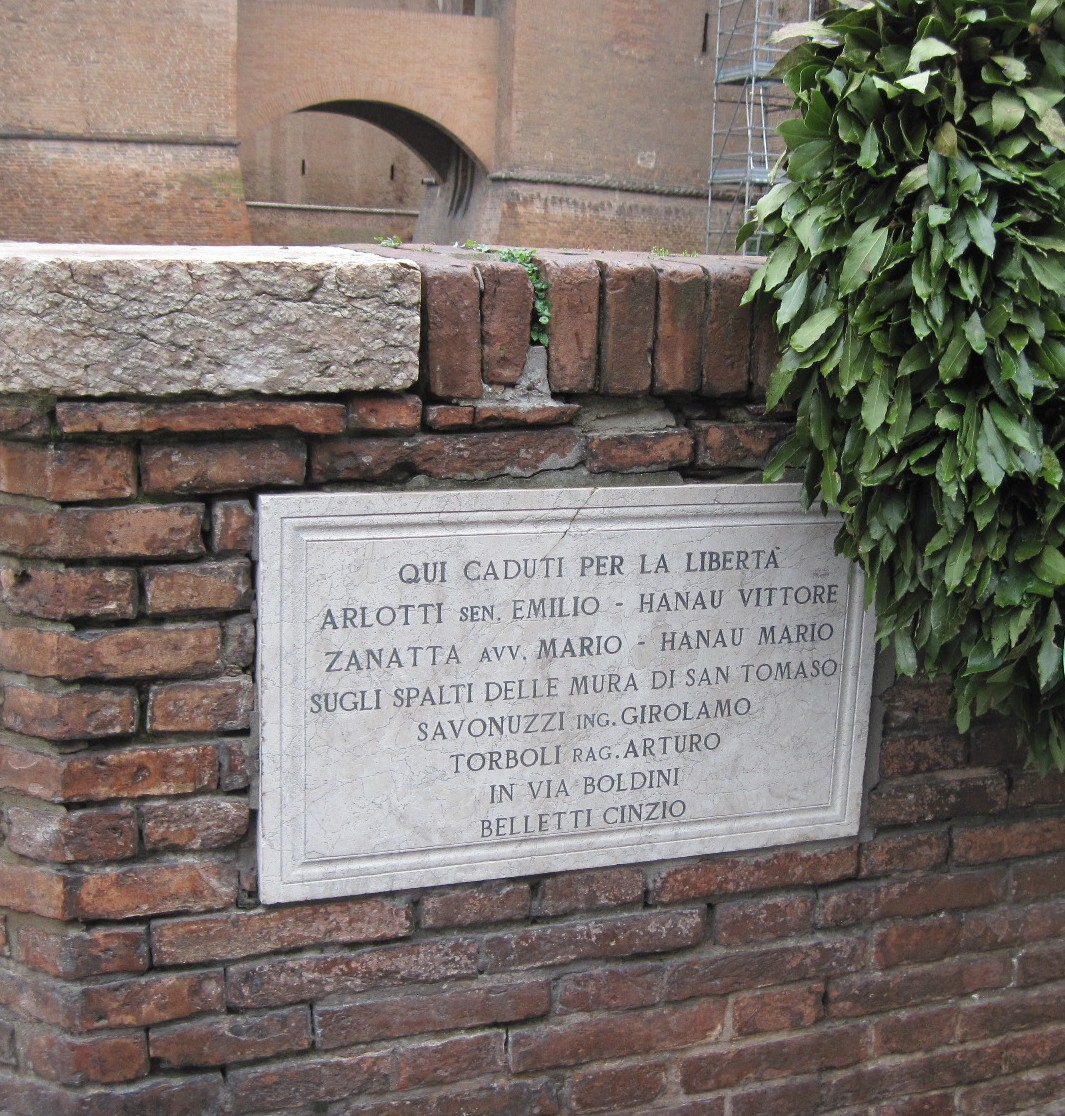
Ferrara, Castello Estense, muretto del fossato. Lapide caduti per la libertà. Tra i nomi quello dell'ing. Savonuzzi.

## Opere progettate a Ferrara
L'ingegner Girolamo Savonuzzi, spesso in collaborazione col fratello Carlo ed altri professionisti, progettò varie architetture nella città di Ferrara. Tra queste la scuola elementare Poledrelli, il museo di storia naturale, il complesso Boldini ed il conservatorio Girolamo Frescobaldi

## Memoria

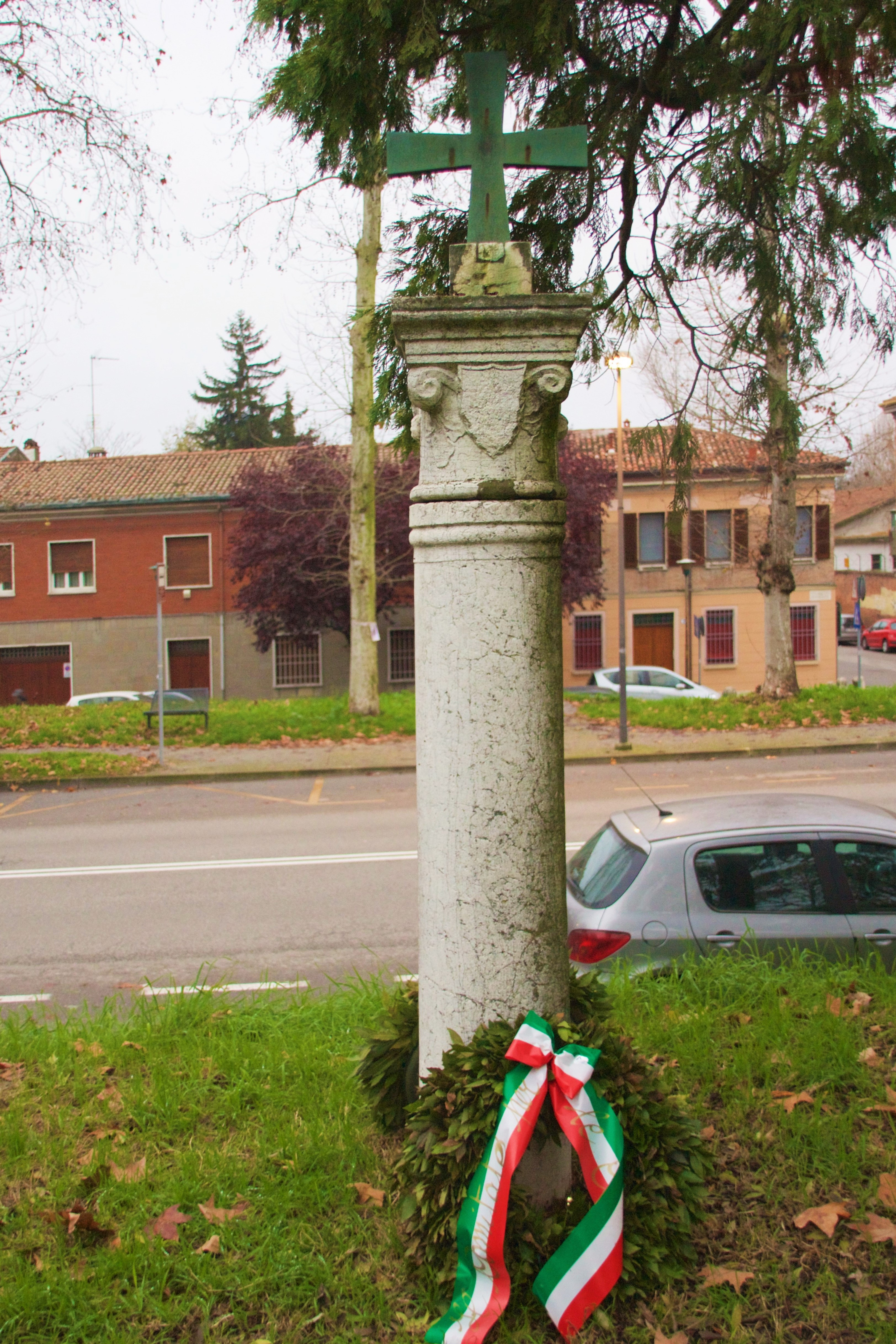
Colonna a ricordo del luogo della fucilazione, nel 1943, di Girolamo Savonuzzi e Arturo Torboli

L'amministrazione cittadina ricorda Girolamo Savonuzzi in alcune epigrafi e monumenti. Ad esempio con la lapide sul muretto del fossato del Castello Estense e con la colonna 
sul baluardo di San Tommaso, sulle mura di Ferrara che, da maggio 2018, risulta danneggiata a seguito del furto di croce e capitello.